# Verticillium dahliae
Verticillium dahliae é um tipo de fungo que causa doenças nas plantas. Causa o alastramento do fungo verticillium dahliae em muitas espécies de plantas, a planta começa a entortar-se e descolorar-se. Pode causar a morte em algumas plantas.